# Аль-Ханса
Тумадір бінт Амр бін аль-Харіс бін аль-Шарід аль-Сулмія (араб. تماضر بنت عمرو بن الحارث بن الشريد السُلمية), зазвичай називають просто аль-Ханса (арабська الخنساء, що означає «кирпата», арабський епітет, що означає газель і слугує метафорою краси) — одна з найвпливовіших поетес доісламського та раннього ісламського періодів, представниця племені Сулайм, що жило на Аравійському півострові у VII столітті.
У її часи роль жінки-поетеси полягала в тому, щоб писати елегії для померлих і виконувати їх для племені на публічних усних змаганнях. Своїми елегіями аль-Ханса завоювала повагу та славу на цих змаганнях, і її вважають найкращою авторкою арабських елегій та однією з найвидатніших і найвідоміших арабських поетес усіх часів і народів. У 629 році вона відправилася в Медину з депутацією від свого клану і після зустрічі з ісламським пророком Магометом прийняла нову релігію. Пізніше її поезію записали мусульманські вчені, які вивчали незмінену арабську мову її часу, щоб пояснити мову ранніх ісламських текстів.

## Життєпис
Аль-Ханса народилася і виросла в Неджді на Аравійському півострові в заможній родині племені Сулайм і була дочкою глави клану аль-Шарід. За сучасними та пізнішими судженнями, вона була найвпливовішою жінкою-поетесою свого часу. У доісламському суспільстві роль жінки-поетеси, як-от аль-Ханси, полягала в складанні елегій для одноплемінників, які полягли на полі бою. Її слава головним чином ґрунтується на елегійній поезії, написаній для двох братів, Сахра і Муавії, які загинули в племінних сутичках племені Сулейм з племенами Мурра і Асад, що відбулися ще до ісламу.
У 612 році її брата Муавію було вбито членами іншого племені. Аль-Ханса наполягала на тому, щоб її брат Сахр помстився за смерть Муавії, що він і зробив. Сахр був поранений і через рік помер від ран. Аль-Ханса оплакувала смерть двох братів у поезії, написавши понад сотню елегій лише про них двох. Вона почала здобувати популярність завдяки своїм елегійним композиціям, особливо завдяки її потужним концертам. Арабський поет-сучасник ан-Набіга сказав їй: «Ти найкращий поет серед джинів і людей» (арабська إنك أشعر الجن والإنس). Подібним чином в іншому анекдоті розповідається, що ан-Набіга сказав аль-Хансі: «Якби Абу Басір вже не декламував мені, я б сказав, що ти найбільший поет серед арабів. Іди, бо ти найбільша поетеса серед тих, у кого є груди». Вона відповіла: «Я теж найбільший поет серед тих, хто має яєчка».
Вона була сучасницею пророку Магомета і згодом прийняла іслам. Кажуть, що Магомет просив її прочитати для нього кілька своїх віршів, і він із задоволенням слухав її. Щоразу, коли вона робила паузу після читання, він жестом наказував їй продовжувати і казав: «Продовжуй, Ханса!» Магомет навіть оцінював аль-Хансу над Імру аль-Кайсом, найвідомішим поетом класичної арабської традиції, як особу з більшими поетичними здібностями.
Вона була одружена щонайменше двічі, мала шестеро дітей, усі вони також були поетами, та згодом прийняли іслам. Четверо з них, Язід, Муавія, Амр і Амра, були вбиті в битві при Кадісії. Коли вона отримала цю звістку, вона нібито сказала: «Хвала Богу, що вшанував мене їхньою мученицькою смертю. І я маю надію від Господа мого, що він возз'єднає мене з ними в оселі свого милосердя» (араб. الحمد لله الذي شرفني بقتلهم، وأرجو من ربي أن يجمعني بهم في مستقر رحمته).
Вона померла в 645 або 646 р.

## Поезія та значення в історії арабської літератури
Вірші аль-Ханси короткі й позначені сильним традиційним почуттям відчаю через безповоротну втрату життя. Окрім її поетичного таланту, її значення полягає в тому, що вона піднесла ранню арабську елегійну традицію до рівня поезії карид, а не саддж або раджаз. Її стиль і експресія, що забезпечили їй першість у цьому жанрі, стали стереотипом у пізнішій поезії ритха. Як видатна поетеса і жіноча постать в історії арабської літератури, позиція аль-Ханса є унікальною. Пізніше елегії Аль-Ханси були зібрані Ібн ас-Сіккітом (802—858 рр. н. е.), літературознавцем ранньої епохи Аббасидів. Збереглася майже тисяча рядків її поезій.

## Видання та переклади
- James Montgomery, Loss Sings, The Cahiers Series, 32 (Sylph Editions, 2019), ISBN 1909631272
- У 2021 році було оголошено, що Ясмін Сіл перекладатиме твір аль-Ханси англійською мовою для серії «Бібліотека арабської літератури» («Library of Arabic Literature»)[19].